# カミオジャパン
株式会社カミオジャパンは、大阪府大阪市中央区に本社を置く1987年設立のファンシー文具メーカーである。「カミオ」の名称は「紙王」に由来する。
グループ企業としてクラックス、アフェクトがあり、大まかには、商品の対象年齢により担当メーカーを分けている。

## 商品展開
自社製作のキャラクターを中心に展開しているが、「アルプスの少女ハイジ」「ハローキティ」などのライセンス商品も生産・発売している。
発売商品は、手帳やメモ帳、パックレター（「Skyser Craper」「Precious Mail」などの名称で展開）などの紙製品が多い。シールも販売されている。
リップグロスのようなケース入りのフィルム付箋。「グロススティックマーカー」が第28回日本文具大賞2019デザイン部門優秀賞した。

## 主なキャラクター
- ペタニマル。
- ぷくぷくあわわちゃん
- Super Happy Girl
- CAPSULE CHILDREN
- ほうかごともだち
- Bunny Girls
- Soul Love Sound
- Romantique Soleil
- Steady girl
- POSTMAN BEAR
- バナ夫
- ラブ友
- Fairy Tale World
- もちもちぱんだ
- アニマルライフ
- こねこのコットン
- ぜんまいじかけのトリュフ
- いーすとけん。

## その他
同じくファンシー文具メーカーのマインドウェイブ、クーリアはカミオジャパンの従業員が独立して設立したものである。
プールクールは、カミオジャパンの前社長が従業員何人かを引き連れて設立した会社である。